# Gabriel Costa
Gabriel Costa (portuguès: Gabriel Arcanjo Ferreira da Costa)  (illa de Príncipe, 11 de desembre de 1954) Gabriel Arcanjo Ferreira da Costa és un polític africà que fou primer ministre de São Tomé i Príncipe del 12 de desembre de 2012 al 25 de novembre de 2014. Anteriorment havia estat primer ministre durant uns mesos l'any 2002.

## Biografia
Va ser ambaixador a Portugal de 2000 a 2002. Va ser nomenat primer ministre pel president Fradique de Menezes per liderar la coalició de govern el març de 2002. No obstant això el seu govern només va durar uns mesos pel descontentament dels militars.
El 3 de desembre de 2012 va ser de nou nomenat per liderar al govern després de la dimissió de Patrice Trovoada que havia perdut el seu suport parlamentari. El nomenament de Costa es va recolzar en els tres principals partits opositors que sumaven junts 29 dels 55 escons, el MLSTP/PSD, el Partit de Convergència Democràtica - Grup de Reflexió i el Moviment Democràtic de les Forces pel Canvi - Partit Liberal. Tanmateix, després de les eleccions legislatives de 2014 el partit de Patrice Trovoada va recuperar la majoria i hagué de deixar el càrrec.